# Anna Zaporożanowa
Anna Zaporożanowa, ukr. Анна Запорожанова (ur. 9 sierpnia 1979 w Kijowie) – ukraińska tenisistka.
Zawodniczka nisko klasyfikowana w rankingach WTA, największe sukcesy odnosiła w turniejach juniorskich. W 1996 roku przegrała finał juniorskiego turnieju w Beaulieu Sur Mer (Francja) z Justine Henin.
Brała udział w kwalifikacjach do wielkoszlemowego seniorskiego US Open, odpadała jednak w nich w 3 rundzie.
Pojawiała się na turniejach w Polsce. W 2000 roku w Warszawie nie przebrnęła kwalifikacji, podobnie było w Bytomiu. W Katowicach, w 1995 roku, odpadła w pierwszej rundzie debla, grając w parze ze swoją rodaczką Zdorowicką.
W 2000 roku, wspólnie z Jeleną Tatarkową reprezentowała Ukrainę na igrzyskach olimpijskich w Sydney w grze podwójnej kobiet.
Była także reprezentantką kraju w Fed Cup.

## Finały turniejów singlowych ITF
| turnieje z pulą nagród 100 000 $ |
| turnieje z pulą nagród 75 000 $  |
| turnieje z pulą nagród 50 000 $  |
| turnieje z pulą nagród 25 000 $  |
| turnieje z pulą nagród 15,000 $  |
| turnieje z pulą nagród 10 000 $  |

| Rezultat     | Data       | Turniej    | Naw.     | Przeciwniczka       | Wynik            |
| Zwyciężczyni | 25/09/1995 | Kijów      | Ziemna   | Talina Bejko        | 2:6, 7:6(4), 7:5 |
| Finalistka   | 05/10/1997 | Tbilisi    | Ziemna   | Nadieżda Pietrowa   | 1:6, 4:6         |
| Zwyciężczyni | 20/09/1998 | Konstanca  | Ziemna   | Alice Pirsu         | 7:6, 6:1         |
| Finalistka   | 09/05/1999 | Swansea    | Ziemna   | Cacilia Charbonnier | 6:7, 4:6         |
| Zwyciężczyni | 04/07/1999 | Tallinn    | Ziemna   | Kaia Kanepi         | 6:3, 6:3         |
| Finalistka   | 08/08/1999 | Charków    | Ziemna   | Tetiana Perebyjnis  | 3:6, 3:6         |
| Finalistka   | 13/02/2000 | Birmingham | Twarda   | Jelena Bowina       | 1:6, 2:6         |
| Zwyciężczyni | 01/12/2002 | Pruhonice  | Dywanowa | Sofia Arvidsson     | 4:6, 6:4, 6:4    |

## Wygrane turnieje deblowe ITF
| Data       | Turniej     | Naw.   | Partnerka             | Przeciwniczki                           | Wynik         |
| 07/08/1995 | Rebecq      | Ziemna | Angelina Zdorowickaja | Zuzana Nemsakova Martina Nedelkova      | 6:2, 6:4      |
| 21/09/1997 | Kluż-Napoka | Ziemna | Tatiana Kowalczuk     | Adriana Barna Magda Mihalache           | 6:4, 5:7, 6:3 |
| 07/02/1998 | Birkenhead  | Twarda | Giulia Casoni         | Natalia Jegorowa Olga Iwanowa           | 6:3, 6:2      |
| 06/02/2000 | Jersey      | Twarda | Jelena Bowina         | Salima Safar Joanne Ward                | 6:3, 6:2      |
| 13/02/2000 | Birmingham  | Twarda | Jelena Bowina         | Natalia Jegorowa Jekatierina Sysojewa   | 6:3, 6:4      |
| 06/08/2000 | Ettenheim   | Twarda | Nadieżda Ostrowskaja  | Mariana Díaz-Oliva María Emilia Salerni | 6:4, 6:2      |
| 26/05/2002 | Kijów       | Ziemna | Tatiana Kowalczuk     | Darja Kustawa Magdalena Marszałek       | 6:2, 6:3      |
| 25/05/2003 | Lwów        | Ziemna | Anna Bastrikowa       | Marija Korytcewa Iryna Kurjanowicz      | 6:4, 6:4      |
| 25/05/2007 | Czerkasy    | Ziemna | Katerina Awdijenko    | Ludmyła Kiczenok Nadija Kiczenok        | 7:6(3), 6:2   |